# Carrie Hamilton
Pour les articles homonymes, voir Hamilton.
Carrie Hamilton est une actrice, chanteuse et dramaturge américaine, née le 5 décembre 1963 à New York (État de New York) et morte le 20 janvier 2002 à Los Angeles (Californie).

## Biographie
Carrie Hamilton est la fille ainée de l'actrice Carol Burnett et du producteur Joe Hamilton (1929–1991). Elle a étudié la musique et l'art dramatique à l'université Pepperdine.
En tant qu'actrice, elle est surtout connue pour avoir fait partie de la distribution principale de la série télévisée Fame pendant deux saisons. Elle a aussi tenu le rôle de Maureen Johnson lors d'une tournée américaine de la comédie musicale Rent. Elle a co-écrit avec sa mère la pièce Hollywood Arms, représentée à Broadway en 2002.
Elle meurt des suites d'un cancer du poumon, métastasé au cerveau, à l'âge de 38 ans. Elle est enterrée au Westwood Village Memorial Park Cemetery.

## Filmographie

### Cinéma
- 1988 : Tokyo Pop (en) : Wendy Reed
- 1989 : Shag (en) : Nadine
- 1992 : Cool World : l'employée du magasin de comics

### Télévision
- 1986-1987 : Fame : Reggie Higgins (39 épisodes)
- 1988 : Les Chevaliers de la nuit : Tracy Hood (saison 1 épisode 5)
- 1990 : Arabesque : Geraldine Stone (saison 7 épisode 1)
- 1991 : Beverly Hills 90210 : Sky (saison 1 épisode 16)
- 1991 : Génération Pub : Callie Huffs (saison 4 épisode 22)
- 1995 : Walker, Texas Ranger : Mary Beth McCall (saison 4 épisodes 9 et 10)
- 1997 : Les Anges du bonheur : Allison Bennett (saison 4 épisode 10)
- 1998 : Brooklyn South : Gerrie Fallon-Scranton (saison 1 épisode 18)
- 1999 : X-Files : Aux frontières du réel : Pam (saison 6 épisode 14)
- 2000 : Le Caméléon (saison 4 épisode 15) : Jill Arnold